# Нью-Інгланд (Північна Дакота)
Нью-Інгланд (англ. New England) — місто (англ. city) в США, в окрузі Геттінгер штату Північна Дакота. Населення — 683 особи (2020).

## Географія
Нью-Інгланд розташований за координатами 46°32′27″ пн. ш. 102°52′1″ зх. д. / 46.54083° пн. ш. 102.86694° зх. д. (46.540772, -102.867038).  За даними Бюро перепису населення США в 2010 році місто мало площу 1,28 км², уся площа — суходіл.

## Демографія
Згідно з переписом 2010 року, у місті мешкало 600 осіб у 258 домогосподарствах у складі 132 родин. Густота населення становила 470 осіб/км².  Було 319 помешкань (250/км²).
Расовий склад населення:
| - 90,8 % — білих - 6,0 % — корінних американців - 1,0 % — чорних або афроамериканців - 0,2 % — азіатів |

До двох чи більше рас належало 2,0 %. Частка іспаномовних становила 0,5 % від усіх жителів.
За віковим діапазоном населення розподілялося таким чином: 11,7 % — особи молодші 18 років, 65,1 % — особи у віці 18—64 років, 23,2 % — особи у віці 65 років та старші. Медіана віку мешканця становила 46,6 року. На 100 осіб жіночої статі у місті припадало 60,9 чоловіків;  на 100 жінок у віці від 18 років та старших — 57,3 чоловіків також старших 18 років.
Середній дохід на одне домашнє господарство  становив 61 719 доларів США (медіана — 52 321), а середній дохід на одну сім'ю — 72 726 доларів (медіана — 67 750). Медіана доходів становила 46 500 доларів для чоловіків та 21 422 долари для жінок. За межею бідності перебувало 9,1 % осіб, у тому числі 8,1 % дітей у віці до 18 років та 18,6 % осіб у віці 65 років та старших.
Цивільне працевлаштоване населення становило 241 особа. Основні галузі зайнятості: будівництво — 19,1 %, роздрібна торгівля — 18,3 %, освіта, охорона здоров'я та соціальна допомога — 15,4 %.